# Feldhockey-Europameisterschaft der Herren 1970
Die  Feldhockey-Europameisterschaft der Herren 1970 war die erste Feldhockey-Europameisterschaft der Herren. Sie fand vom 18. bis 27. September in Brüssel statt. Erster Europameister wurde (West-)Deutschland durch einen 3:1-Finalsieg gegen die Niederlande. Die besten vier Mannschaften qualifizierten sich für die Weltmeisterschaft 1971.

## Modus
Die Gruppenphase des Turniers wurde in einer Vierer- und drei Fünfergruppen ausgetragen. Die Erst- und Zweitplatzierten jeder Gruppe erreichten das Viertelfinale. Die Dritt- und Viertplatzierten kämpften um die Plätze 9 bis 16. Die Letztplatzierten der drei Fünfergruppen spielten die Plätze 17 bis 19 aus.

## Vorrunde

### Gruppe A
| Datum              | Team 1      | Team 2      | Ergebnis |
| ------------------ | ----------- | ----------- | -------- |
| 19. September 1970 | Deutschland | Wales       | 2 : 0    |
| 19. September 1970 | Polen       | Italien     | 1 : 0    |
| 20. September 1970 | Deutschland | Polen       | 0 : 0    |
| 20. September 1970 | Wales       | Italien     | 0 : 0    |
| 21. September 1970 | Wales       | Polen       | 1 : 1    |
| 21. September 1970 | Italien     | Deutschland | 0 : 6    |

Tabelle
| Rang | Land        | Spiele | Tore | Differenz | Punkte |
| ---- | ----------- | ------ | ---- | --------- | ------ |
| 1    | Deutschland | 3      | 8:0  | +8        | 5:1    |
| 2    | Polen       | 3      | 2:1  | +1        | 4:2    |
| 3    | Wales       | 3      | 1:3  | −2        | 2:4    |
| 4    | Italien     | 3      | 0:7  | −7        | 1:5    |

Legende: qualifiziert für das Viertelfinale, qualifiziert für die Spiele um die Plätze 9–16

### Gruppe B
| Datum              | Team 1      | Team 2      | Ergebnis |
| ------------------ | ----------- | ----------- | -------- |
| 18. September 1970 | England     | Sowjetunion | 3 : 1    |
| 18. September 1970 | Niederlande | Österreich  | 2 : 0    |
| 19. September 1970 | Sowjetunion | Dänemark    | 1 : 0    |
| 19. September 1970 | Niederlande | England     | 1 : 0    |
| 20. September 1970 | Österreich  | Dänemark    | 1 : 0    |
| 20. September 1970 | Sowjetunion | Niederlande | 2 : 5    |
| 21. September 1970 | Niederlande | Dänemark    | 0 : 0    |
| 21. September 1970 | England     | Österreich  | 2 : 1    |
| 22. September 1970 | England     | Dänemark    | 2 : 0    |
| 22. September 1970 | Sowjetunion | Österreich  | 1 : 1    |

Tabelle
| Rang | Land        | Spiele | Tore | Differenz | Punkte |
| ---- | ----------- | ------ | ---- | --------- | ------ |
| 1    | Niederlande | 4      | 8:2  | +6        | 7:1    |
| 2    | England     | 4      | 7:3  | +4        | 6:2    |
| 3    | Österreich  | 4      | 3:5  | −2        | 3:5    |
| 4    | Sowjetunion | 4      | 4:11 | −7        | 3:5    |
| 5    | Dänemark    | 4      | 0:4  | −4        | 1:7    |

Legende: qualifiziert für das Viertelfinale, qualifiziert für die Spiele um die Plätze 9–16, qualifiziert für die Spiele um die Plätze 17–19

### Gruppe C
| Datum              | Team 1           | Team 2           | Ergebnis |
| ------------------ | ---------------- | ---------------- | -------- |
| 18. September 1970 | Tschechoslowakei | Frankreich       | 0 : 1    |
| 18. September 1970 | Spanien          | Irland           | 1 : 1    |
| 19. September 1970 | Spanien          | Tschechoslowakei | 6 : 0    |
| 19. September 1970 | Frankreich       | Malta            | 7 : 0    |
| 20. September 1970 | Frankreich       | Spanien          | 1 : 1    |
| 20. September 1970 | Irland           | Malta            | 5 : 0    |
| 21. September 1970 | Irland           | Tschechoslowakei | 2 : 0    |
| 21. September 1970 | Spanien          | Malta            | 13 : 0   |
| 22. September 1970 | Tschechoslowakei | Malta            | 1 : 0    |
| 22. September 1970 | Frankreich       | Irland           | 1 : 0    |

Tabelle
| Rang | Land             | Spiele | Tore | Differenz | Punkte |
| ---- | ---------------- | ------ | ---- | --------- | ------ |
| 1    | Frankreich       | 4      | 10:1 | +9        | 7:1    |
| 2    | Spanien          | 4      | 21:2 | +19       | 6:2    |
| 3    | Irland           | 4      | 8:2  | +6        | 5:3    |
| 4    | Tschechoslowakei | 4      | 3:9  | −6        | 2:6    |
| 5    | Malta            | 4      | 0:26 | −26       | 0:8    |

Legende: qualifiziert für das Viertelfinale, qualifiziert für die Spiele um die Plätze 9–16, qualifiziert für die Spiele um die Plätze 17–19

### Gruppe D
| Datum              | Team 1     | Team 2     | Ergebnis |
| ------------------ | ---------- | ---------- | -------- |
| 18. September 1970 | Belgien    | Finnland   | 1 : 0    |
| 18. September 1970 | Schottland | Schweiz    | 0 : 1    |
| 19. September 1970 | Ungarn     | Schweiz    | 0 : 1    |
| 19. September 1970 | Belgien    | Schottland | 3 : 0    |
| 20. September 1970 | Belgien    | Ungarn     | 5 : 0    |
| 20. September 1970 | Schottland | Finnland   | 0 : 1    |
| 21. September 1970 | Schottland | Ungarn     | 1 : 0    |
| 21. September 1970 | Schweiz    | Finnland   | 0 : 0    |
| 22. September 1970 | Ungarn     | Finnland   | 0 : 1    |
| 22. September 1970 | Belgien    | Schweiz    | 3 : 0    |

Tabelle
| Rang | Land       | Spiele | Tore | Differenz | Punkte |
| ---- | ---------- | ------ | ---- | --------- | ------ |
| 1    | Belgien    | 4      | 12:0 | +12       | 8:0    |
| 2    | Schweiz 1  | 4      | 2:3  | −1        | 5:3    |
| 3    | Finnland 1 | 4      | 2:1  | +1        | 5:3    |
| 4    | Schottland | 4      | 1:5  | −4        | 2:6    |
| 5    | Ungarn     | 4      | 0:8  | −8        | 0:8    |

Legende: qualifiziert für das Viertelfinale, qualifiziert für die Spiele um die Plätze 9–16, qualifiziert für die Spiele um die Plätze 17–19

## Platzierungsspiele

### Spiele um Platz 17
| Datum              | Team 1   | Team 2   | Ergebnis |
| ------------------ | -------- | -------- | -------- |
| 24. September 1970 | Dänemark | Malta    | 10 : 0   |
| 26. September 1970 | Ungarn   | Malta    | 2 : 0    |
| 27. September 1970 | Ungarn   | Dänemark | 1 : 0    |

### Spiele um die Plätze 9–16
| Datum          | Team 1     | Team 2           | Ergebnis          |
| -------------- | ---------- | ---------------- | ----------------- |
| September 1970 | Irland     | Schottland       | 2 : 1             |
| September 1970 | Wales      | Sowjetunion      | 0 : 0, 5:3 n. 7 m |
| September 1970 | Österreich | Italien          | 1 : 0             |
| September 1970 | Finnland   | Tschechoslowakei | 0 : 0, 1:3 n. 7 m |

#### Spiele um die Plätze 13–16
| Datum          | Team 1      | Team 2     | Ergebnis |
| -------------- | ----------- | ---------- | -------- |
| September 1970 | Sowjetunion | Schottland | 1 : 0    |
| September 1970 | Italien     | Finnland   | 3 : 0    |

#### Spiele um die Plätze 9–12
| Datum          | Team 1           | Team 2     | Ergebnis |
| -------------- | ---------------- | ---------- | -------- |
| September 1970 | Irland           | Wales      | 1 : 0    |
| September 1970 | Tschechoslowakei | Österreich | 3 : 0    |

### Spiele um die Plätze 5–8
| Datum          | Team 1  | Team 2  | Ergebnis |
| -------------- | ------- | ------- | -------- |
| September 1970 | Schweiz | England | 0 : 2    |
| September 1970 | Belgien | Polen   | 4 : 2    |

### Viertelfinale
| Datum          | Team 1      | Team 2  | Ergebnis |
| -------------- | ----------- | ------- | -------- |
| September 1970 | Frankreich  | Schweiz | 2 : 0    |
| September 1970 | Deutschland | England | 1 : 0    |
| September 1970 | Belgien     | Spanien | 1 : 2    |
| September 1970 | Niederlande | Polen   | 1 : 0    |

### Halbfinale
| Datum          | Team 1  | Team 2      | Ergebnis |
| -------------- | ------- | ----------- | -------- |
| September 1970 | Spanien | Niederlande | 0 : 2    |

### Finale um Platz 15
| Datum          | Team 1     | Team 2   | Ergebnis |
| -------------- | ---------- | -------- | -------- |
| September 1970 | Schottland | Finnland | 4 : 1    |

### Finale um Platz 13
| Datum          | Team 1      | Team 2  | Ergebnis |
| -------------- | ----------- | ------- | -------- |
| September 1970 | Sowjetunion | Italien | 0 : 2    |

### Finale um Platz 11
| Datum          | Team 1     | Team 2 | Ergebnis |
| -------------- | ---------- | ------ | -------- |
| September 1970 | Österreich | Wales  | 2 : 1    |

### Finale um Platz 9
| Datum          | Team 1 | Team 2           | Ergebnis |
| -------------- | ------ | ---------------- | -------- |
| September 1970 | Irland | Tschechoslowakei | 1 : 0    |

### Finale um Platz 7
| Datum          | Team 1  | Team 2 | Ergebnis |
| -------------- | ------- | ------ | -------- |
| September 1970 | Schweiz | Polen  | 1 : 3    |

### Finale um Platz 5
| Datum          | Team 1  | Team 2  | Ergebnis |
| -------------- | ------- | ------- | -------- |
| September 1970 | England | Belgien | 1 : 2    |

### Finale um Platz 3
| Datum          | Team 1  | Team 2     | Ergebnis |
| -------------- | ------- | ---------- | -------- |
| September 1970 | Spanien | Frankreich | 2 : 1    |

## Finale
| Datum              | Team 1      | Team 2      | Ergebnis |
| ------------------ | ----------- | ----------- | -------- |
| 27. September 1970 | Deutschland | Niederlande | 3 : 1    |

## Abschlussplatzierungen
| Pl. | Team             |
| --- | ---------------- |
|     | BR Deutschland   |
|     | Niederlande      |
|     | Spanien          |
| 4   | Frankreich       |
| 5   | Belgien          |
| 6   | England          |
| 7   | Polen            |
| 8   | Schweiz          |
| 9   | Irland           |
| 10  | Tschechoslowakei |
| 11  | Österreich       |
| 12  | Wales            |
| 13  | Italien          |
| 14  | Sowjetunion      |
| 15  | Schottland       |
| 16  | Finnland         |
| 17  | Ungarn           |
| 18  | Dänemark         |
| 19  | Malta            |

## Aufstellung der Europameistermannschaft
Fritz Schmidt, Uli Vos, Carsten Keller, Dieter Freise, Eduard Thelen, Wolfgang Baumgart, Peter Kraus, Winfried Maier, Michael Krause, Wolfgang Rott, Dirk Michel, Friedrich Josten, Detlev Kittstein, Peter Trump, Paul Lissek, Kurt Wimmers